# Simon Barrington-Ward

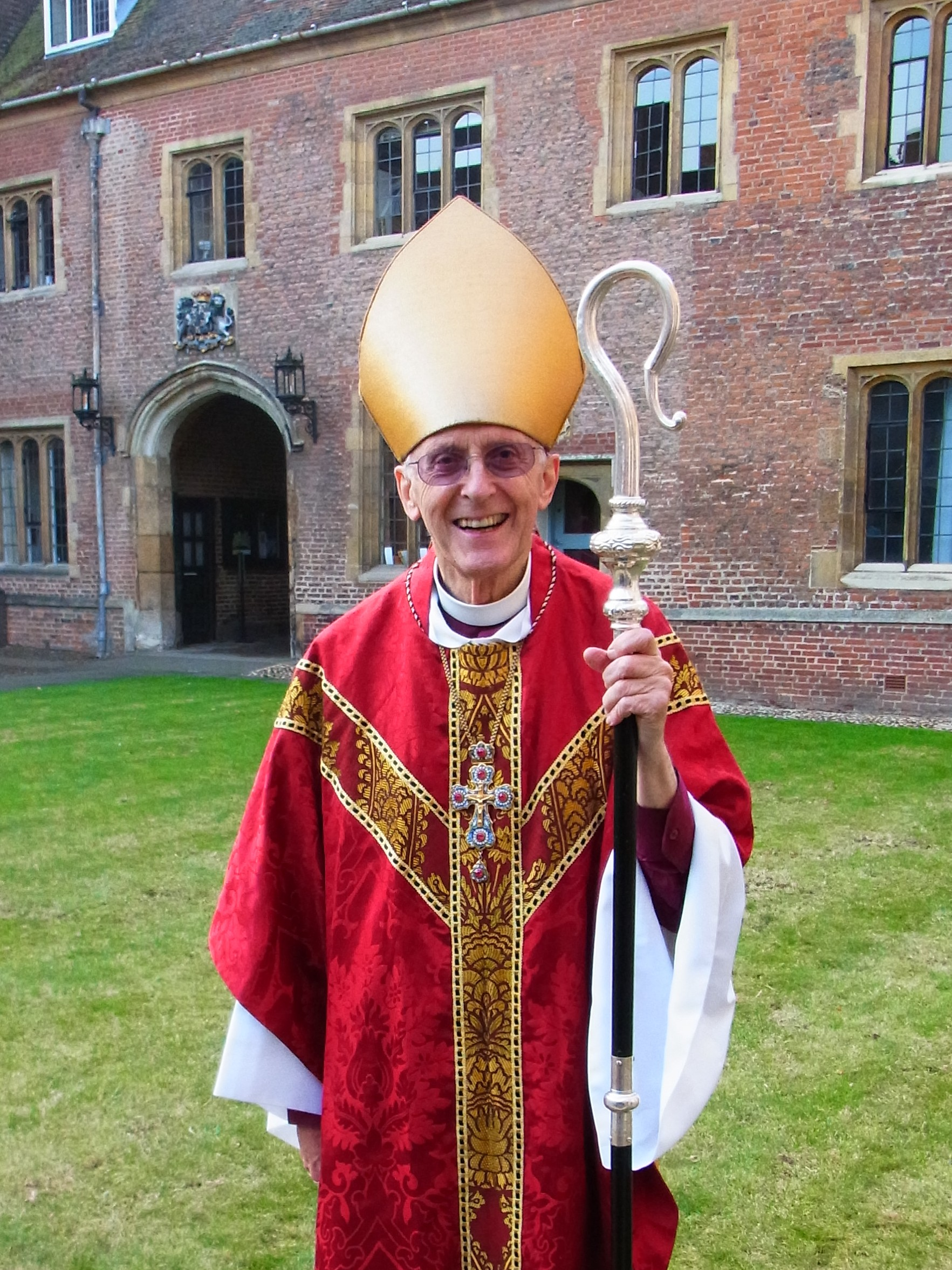
Simon Barrington-Ward (2011)

Simon Barrington-Ward KCMG (* 27. Mai 1930 in London; † 11. April 2020) war ein britischer anglikanischer Theologe und Hochschullehrer. Er war von 1985 bis 1997 Bischof von Coventry in der Church of England.

## Leben
Barrington-Ward wurde 1930 als Sohn des britischen Journalisten und Zeitungsverlegers Robert Barrington-Ward (1891–1948) und dessen Ehefrau Margaret Adele Barrington-Ward († 1975) geboren. Sein Vater war von 1941 bis 1948 Herausgeber der Tageszeitung The Times. Er besuchte das Eton College und studierte Theologie am Magdalene College der University of Cambridge. Dort schloss er mit einem Bachelor of Arts und einem Master of Arts (Oxbridge and Dublin) ab. 1949 wurde er Leutnant der Luftwaffe (Pilot Officer) bei der Royal Air Force. Nach seinem Militärdienst war er, bis zu seiner Priesterweihe, als Dozent und Lektor an verschiedenen theologischen Colleges als Hochschullehrer tätig. Von 1953 bis 1954 war er Dozent an der Freien Universität Berlin. Von 1954 bis 1956 unterrichtete er am Westcott House Anglican Theological College in Cambridge. 1956 war er dort Dekan. 1956 wurde er in der Diözese von Ely zum Priester geweiht. Von 1956 bis 1960 wirkte er als Kaplan am Magdalene College der Cambridge University. Von 1960 bis 1963 war er Lektor und Universitätsdozent an der Ibadan University in Nigeria. Von 1963 bis 1969 war er Fellow und Dean am Magdalene College der Cambridge University. Von 1969 bis 1974  war er Vorsteher (Principal) der Selly Oak Colleges, einem Zusammenschluss theologischer Bildungseinrichtungen, in Crowther Hall, Birmingham, in der Grafschaft Warwickshire. Von 1975 bis 1985 war er Honorarkanoniker (Honorary Canon; Domherr) an der Derby Cathedral. Von 1983 bis 1985 war er Hofkaplan der Königin.
1985 wurde er zum Bischof geweiht. Von 1985 bis 1997 war er, als Nachfolger von John Gibbs, der 7. Bischof von Coventry. 1997 ging er in den Ruhestand. Sein Nachfolger als Bischof von Coventry wurde Colin Bennetts. In seinem Ruhestand wirkte er ab 1997 als Ehrenamtlicher Hilfsbischof (Honorary Assistant Bishop) in der Diözese von Ely (Honorary Assistant Bishop of Ely). Barrington-Ward war als emeritierter Bischof Seelsorger der University of Cambridge und Ehrenamtlicher Hilfskaplan (Honorary assistant chaplain) des Magdalene College. Er war ab 1987 Honorary Fellow des Magdalene College. Er war außerdem Kaplan des Ridley Hall College in Cambridge.
Barrington-Ward war Verfasser mehrerer theologischer Bücher: Love Will Out (1988), Why God? (1993), The Jesus Prayer (1996) und Praying the Jesus Prayer Together (2001).
1963 heiratete er Dr. Jean Caverhill Taylor, die Tochter von Dr. Hugh William Young Taylor. Aus der Ehe gingen zwei Töchter hervor. Er lebte in Cambridge.
Barrington-Ward starb 2020 an COVID-19.

## Mitgliedschaft im House of Lords
Barrington-Ward gehörte in seiner Eigenschaft als Bischof von Coventry von Juli 1991 bis zu seinem Ruhestand Anfang Oktober 1997 als Bischof von Coventry als Geistlicher Lord dem House of Lords an.
Im Hansard sind insgesamt 11 Wortbeiträge Barrington-Wards aus den Jahren 1992, 1993, 1994 und 1996 dokumentiert. Seine erste Wortmeldung erfolgte am 24. Juni 1992 im Rahmen einer Debatte über die Verantwortung von Eltern und Kirche bei der Kindererziehung. Seine Rede leitete er dabei mit dem Anfangssatz des Romans Anna Karenina von Leo Tolstoi ein. Am 3. Dezember 1996 meldete er sich, kurz vor Ablauf seiner Amtszeit, bei einer Debatte über Diskriminierung aus rassischen oder religiösen Gründen innerhalb der  Europäischen Union zuletzt zu Wort.

## Ehrungen
Barrington-Ward war Träger mehrerer Ehrendoktorwürden. 1983 erhielt er die Ehrendoktorwürde als Honorary Doctor of Divinity (D.D.). des Wycliffe College der University of Toronto, Ontario, in Kanada. 1988 erhielt er die Ehrendoktorwürde als Honorary Doctor of Letters (D.Litt.) der University of Warwick. Barrington-Ward wurde 2001 in der alljährlichen New Year’s Honours-Liste zum Honorary Knight Commander des Order of St. Michael and St. George ernannt; zuvor war er dort bereits Prälat (Prelate) gewesen.